# Преснов, Владимир Дмитриевич
Владимир Дмитриевич Преснов (1925—2003) — советский гвардии старший сержант, командир расчёта миномётной батареи 3-го мотострелкового батальона, 30-й гвардейской механизированной бригады, 9-го гвардейского механизированного корпуса, 6-й гвардейской танковой армии, 3-го Украинского фронта. Полный кавалер Ордена Славы.

## Биография
Родился 15 июня 1925 года в селе Домодедово, Домодедовский район, Московской области в рабочей семье.
С 1940 года после окончания семи классов, работал слесарем-сборщиком в Московском электрообъединении, после начала войны, работал в колхозе села Домодедово.
С 1943 года призван в ряды РККА и после окончания школы миномётчиков в городе Клин в 1943 году был направлен в действующую армию — командир расчёта миномётной батареи 3-го мотострелкового батальона, 30-й гвардейской механизированной бригады, 9-го гвардейского механизированного корпуса, 6-й гвардейской танковой армии, в составе дивизии участвовал в Корсунь-Шевченковской, Уманско-Ботошанской и Ясско-Кишинёвской операции.
В конца августа 1944 года командир расчёта, гвардии старший сержант В. Д. Преснов отбивая контратаки противника на дальних подступах к городу Орадеа-Маре в Румынии, вместе со своим расчётом уничтожил более пятнадцати вражеских солдат и подавил две пулемётные точки. За это 26 октября 1944 года Указом Президиума Верховного Совета СССР В. Д. Преснов был награждён Орденом Славы 3-й степени.
15 сентября 1944 года гвардии старший сержант В. Д. Преснов со своим расчётом в районе города Турда вывел из строя противотанковую пушку и поразил свыше десяти пехотинцев. 6 января 1945 года Указом Президиума Верховного Совета СССР В. Д. Преснов был награждён Орденом Славы 3-й степени. 18 июля 1994 года приказом министра обороны России это награждение было отменено и В. Д. Преснов был перенаграждён Орденом Славы 1-й степени за № 2171.
26 апреля 1945 года гвардии старший сержант В. Д. Преснов в период боев за город Брно в Чехии в составе миномётной батареи сосредоточенным огнём накрыл вражескую колонну. Были подожжены несколько автомашин с боеприпасами и выведены из строя две самоходно-артиллерийские установки, было так же уничтожено много живой силы противника. В этом бою он был тяжело ранен в ногу. 23 мая 1945 года Указом Президиума Верховного Совета СССР В. Д. Преснов был награждён Орденом Славы 2-й степени.
В 1946 году в звании старший сержант В. Д. Преснов был демобилизован из Советской армии, работал в колхозе своего родного села Домодедово.
Умер 17 мая 2003 года в городе Домодедово.

## Награды
- Орден Славы I степени (1994)
- Орден Славы II степени (1946)
- Орден Славы III степени (1944)
- Орден Отечественной войны I степени (1985)

## Память
- По решению Совета депутатов Домодедовского района Колхозная улица в селе Домодедово была переименована в улицу Преснова. Установлены Мемориальные доски в селе Домодедово, на доме где он жил и на здании сельской школы, где учился. В домодедовском историко — художественном музее хранится благодарственное письмо, родителям от командования части, за воспитания сына мужественного защитника Отечества.